# Ганнівка (Добропільська міська громада)
Га́ннівка — село Добропільської міської громади Покровського району Донецької області, Україна. Знаходиться над річкою Бик.
Сучасна Ганнівка це фактичне передмістя Добропілля. Між містом та селом практично не існує видимої межі, окрім адміністративної.

## Символіка
Чорне кутоподібне підніжжя нагадує терикон, під якими і розкинулося село, і символізує вуглевидобуток. Вугілля на цих землях видобувають з кінця 19 століття. Сільськогосподарська діяльність показана трьома колосками пшениці, зв'язаних між собою. Центральною фігурою виступає золоте сонце на лазуровому тлі, яке було другорядним на офіційному гербі Ганнівки. Сонцівка була дублюючою назвою для села Ганнівка (однією зі складових сучасної Ганнівки).

## Населення

### Мова
Розподіл населення за рідною мовою за даними перепису 2001 року:
| Мова       | Кількість | Відсоток |
| ---------- | --------- | -------- |
| українська | 1030      | 94.06%   |
| російська  | 62        | 5.66%    |
| білоруська | 2         | 0.18%    |
| болгарська | 1         | 0.10%    |
| Усього     | 1095      | 100%     |

## Історія

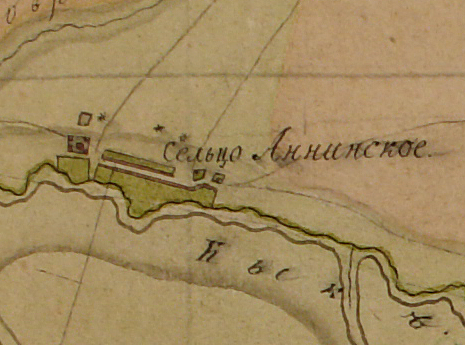
Ганнівка на карті складеної в 1790-х роках.

### Заснування.
В річці Бик, під час будівництва Ганнівської плотини, знаходили багато предметів турецького побуту (Олексій Бебешко).
На мапі "Детальна мілітерна мапа по кордоні Росії з Туреччиною" виданої 1800 року в Санкт-Петербурзі на місці теперішньому Ганнівки вказано село мале Аніна.
Село Ганнівка виникло в першій половині XIX сторіччя. Назване на честь місцевої дворянки, пані Ганни Єніна. У 70 роках XIX сторіччя в селі були відкриті поклади кам'яного вугілля, а в 80 роках почалася його розробка для потреб сім'ї Єніна.
У 1905 році у селі на зібрані громадою кошти, Ганна Єніна відкрила школу з одним класом, яка в 1907 мала вже 3 класи.
У 1919 році в селі створено комнезем, а 1921 році комсомольський осередок.
Після революції до Ганнівки була приєднана низка навколишніх сіл, у результаті чого село набуло сучасні обриси. Перші колгоспи в селі були відкриті в 1930 році.

### Друга світова війна.
В роки другої світової війни біля села тричі проходили бої. У січні 1942 року під час Барвінково-Лозовської операції в селі знаходився штаб генерала А.А.Гречко.
У боротьбі з німецько-фашистськими загарбниками брали участь 240 мешканців села, із них 132 нагороджені орденами і медалями, 98 - загинули. У 1948 році загиблим воїнам та загиблим односельцям був побудований пам'ятник.

### Післявоєнна доба.
У 1950 році 2 колгоспи села об'єднались в один під назвою «Заповіт Ілліча». За колгоспом було закріплено 4886 га сільськогосподарських угідь, у тому числі 4150 га оранки. 150 га поливних земель. У колгоспі було 2 виробничі бригади, 4 ферми великої рогатої худоби, 2 свиноферми. 

## Ганнівські шахти.
Починаючи з 80-90 років XIX сторіччя і аж до революції 1917 року, на території сучасного села Ганнівка кустарними вугільними шахтами володіли тамтешні пани – брати М.Г. й І.Г.Єніни. У 1911 році розвідки, проведені в маєтку І.Г.Еніна, «не дали сприятливих результатів». Однак вже до початку 1913 року під землею, що у власності Єніна був виявлений пласт кам'яного вугілля, що розроблявся на Новоекономічному руднику, і мав промислове значення. Дрібні шахти Єніна розкривали інші пласти основної свити Гришинського вугленосного району. Одна з шахт Єніна глибиною 51 м працювала в районі села Катеринівки, нині – в межах села Ганнівка; розроблявся пласт вугілля потужністю 0,7 м. На правому березі річки Бик був розкритий пласт вугілля землевласником Нєжинцевим. Сумарна площа землі, де проводилися розробки вугілля, станом на 1915 рік, перевищувала 720 дес.

## Ганнівська ЗОШ І—ІІІ ступенів.
Школу відкрито в 1905 році. До 1941 року стала семирічною. В 1959 році збудовано двоповерхове приміщення школи. В 1977 році здійснена прибудова до школи: спортзал, майстерні. В 1987 році школа стала середньою. 18 вчителів навчали 250 учнів.

## Відомі люди.
- Я.І.Ткаченко — учасник штурму Зимового палацу в Петрограді 1917.
- Я.Г.Почупай - віце-адмірал флоту.
- С.Д.Ходневич - командир відділення нагороджений орденами Вітчизняної війни, Червоної Зірки, медалями.
- С.Л.Панченко - голова колгоспу "Заповіт Ілліча", нагороджений орденом Леніна.
- В.Г.Литвинов — уродженець села Ганнівка, бригадир передової бригади прохідників шахти «Добропільська», який першим на добропільщині був удостоєний звання Героя України, депутат Верховної Ради України.

- Г. О. Білоус -партизан, визволяв село Ганнівку від німців, ветеран шахти "Добропільська" - "Почесний шахтар", кавалер орденів Леніна і Знак пошани, має почесний знак "Шахтарська слава".

## Жертви сталінських репресій
- Макеєв Гнат Макарович, 1896 року народження, село Ганнівка Добропільського району Донецької області, українець, освіта початкова, безпартійний. Проживав за місцем народження. Староста села. Заарештований 27 вересня 1943  року. Даних про вирок немає. Реабілітований у 1943 році.

- Дігтярьова Наталія Сергіївна, 1913 року народження, село Катеринівка Добропільського району Донецької області, українка, освіта нижча, безпартійна. Проживала в селі Катеринівка Добропільського району Сталінської (Донецької)  області. Робітниця шахти № 1-2. Заарештована 25 червня 1941 року. Засуджена військовою колегією Верховного Суду СРСР на 5 років ВТТ з позбавленням прав на 3 роки. Реабілітована у 1991 році.
- Запорожець Микола Олександрович, 1895 року народження, село Ганнівка Добропільського району Донецької області, українець, освіта  початкова, безпартійний. Проживав за місцем народження. Колгоспник колгоспу “Комунар”. Заарештований 28 липня 1937 року. Засуджений трійкою УНКВС по Донецькій області на 10 років ВТТ. Реабілітований у 1989 році.

## Релігія.
Георгіївський храм, престольне свято: пам'ять великомученика Георгія Побідоносця (06 травня). Храм оформляється св'ящениками Добропільського округа. Адрес: 85022 село Ганнівка, Покровський район.

## Підприємства.
ТОВ «Відродження».